# 洪纖若
洪纖若（1557年—1637年），字時育，號春寰，福建泉州府同安縣人。明朝政治人物。

## 生平
萬曆二十八年（1600年）庚子科舉人，三十二年（1604年）甲辰科進士，授刑部江西司主事，三十七年升廣東司员外郎、江西司郎中，出知衢州府。四十一年（1613年）陞廣西按察司副使，丁忧。四十七年六月起补廣東岭南道副使，天啓元年（1621年）七月升本省右参政，二年考察，降补江西右参议、赣州兵备。六年升四川参政，以忤魏忠贤，辞官归，崇祯十年卒，年八十一，祀鄉賢。